# Meierskappel
Meierskappel (toponimo tedesco) è un comune svizzero di 1 596 abitanti del Canton Lucerna, nel distretto di Lucerna Campagna.

## Geografia fisica

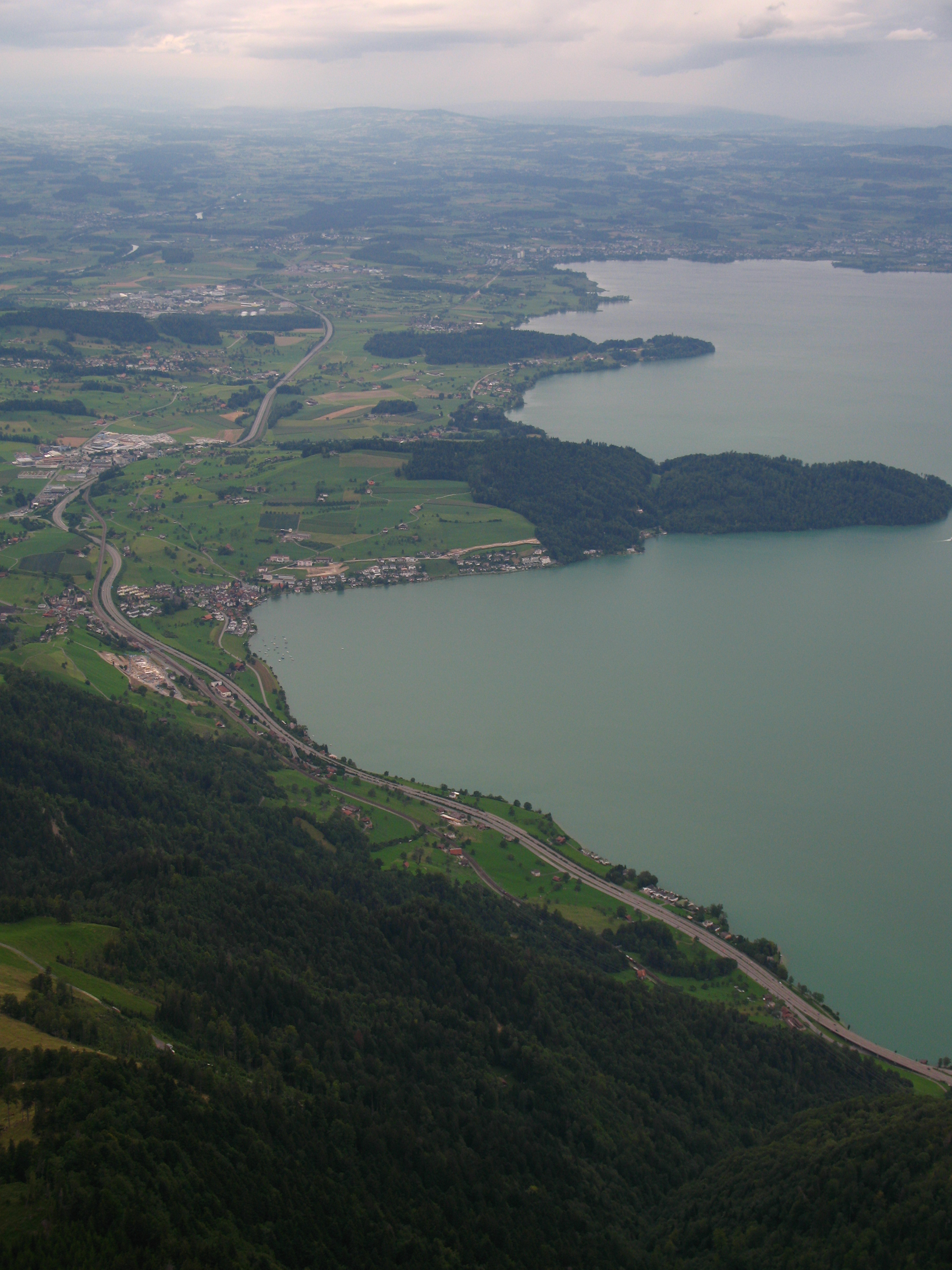
Il tratto rivierasco del lago di Zugo appartenente a Meierskappel

Il territorio di Meierskappel si estende tra il versante sudorientale del monte Rooterberg e la sponda occidentale del lago di Zugo.

## Monumenti e luoghi d'interesse
- Chiesa parrocchiale cattolica dell'Assunzione di Maria, attestata dal 1244, ricostruita nel 1683-1684 e ampliata nel 1872, con campanile gotico[3];
- Fattoria di Hinterspichten, ricostruita nel 1765 circa[3].

## Società

### Evoluzione demografica
L'evoluzione demografica è riportata nella seguente tabella:
Abitanti censiti

## Geografia antropica

### Frazioni
Le frazioni di Meierskappel sono:
- Böschenrot
- Brünnismatt[senza fonte]
- Chiemen
- Dietisberg
- Dörfli
- Ländiswil
- Laubbach
- Oberbuonas
- Robmatt[senza fonte]

## Economia
L'economia locale si basa prevalentemente sul settore primario e sul pendolarismo in uscita verso Zugo.

## Infrastrutture e trasporti
Meierskappel è servito dalla stazione ferroviaria di Meierskappel-Risch delle Ferrovie Federali Svizzere, sulla linea Brugg-Immensee (parte della linea S1 della ferrovia urbana di Zugo).